# Megalobulimus grandis
Megalobulimus grandis е вид коремоного от семейство Strophocheilidae. Видът е критично застрашен от изчезване.

## Разпространение
Разпространен е в Бразилия.